# Dipteris conjugata
Dipteris conjugata är en ormbunkeart som beskrevs av Reinw. Dipteris conjugata ingår i släktet Dipteris och familjen Dipteridaceae. Inga underarter finns listade.

## Bildgalleri

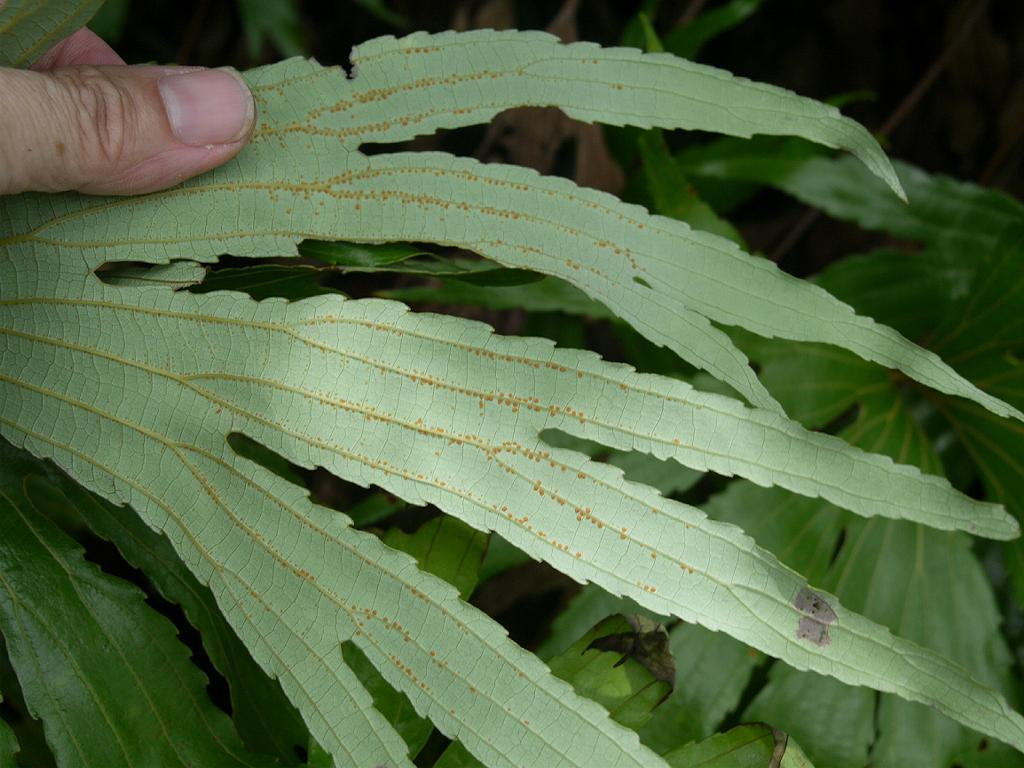
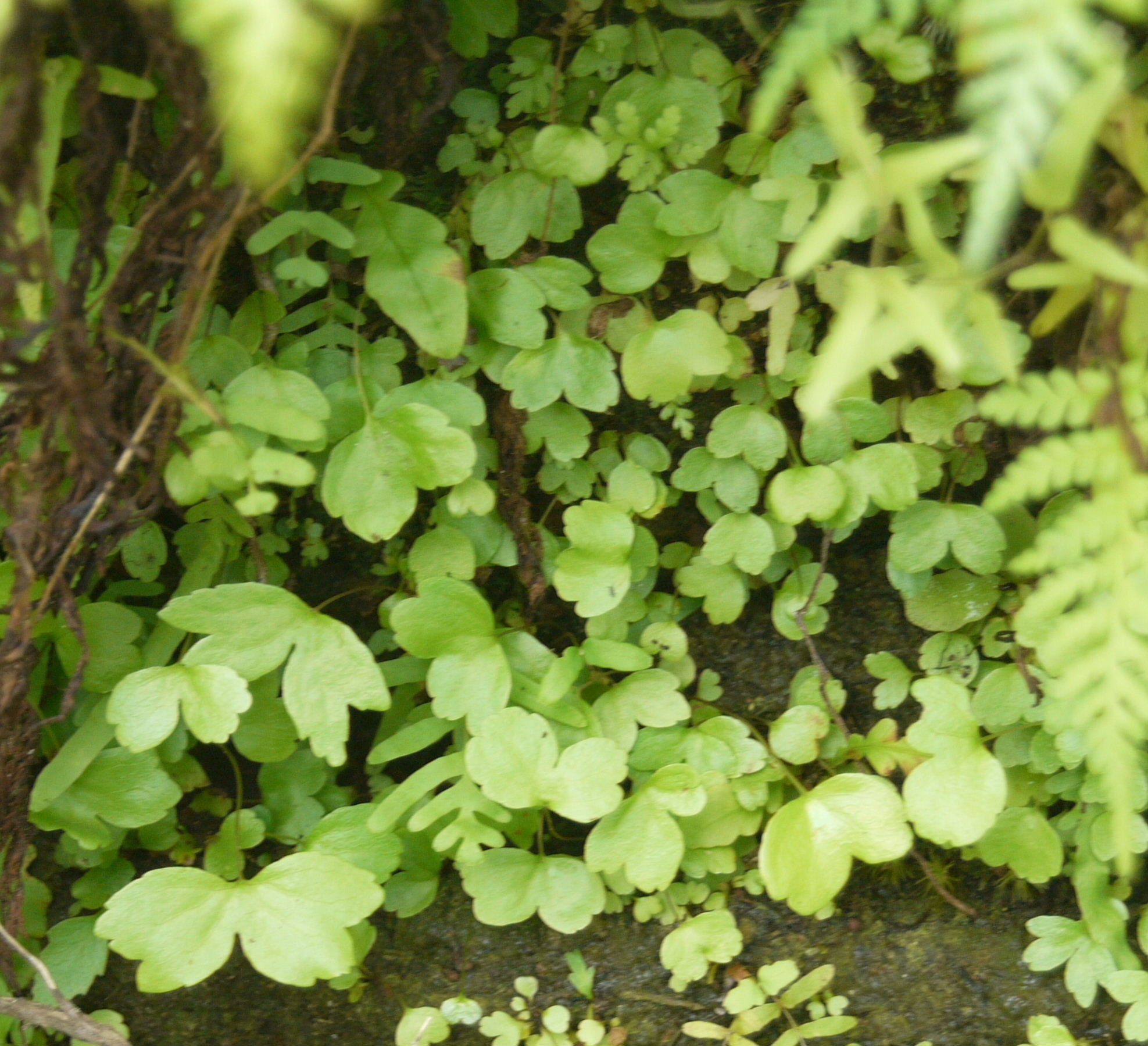
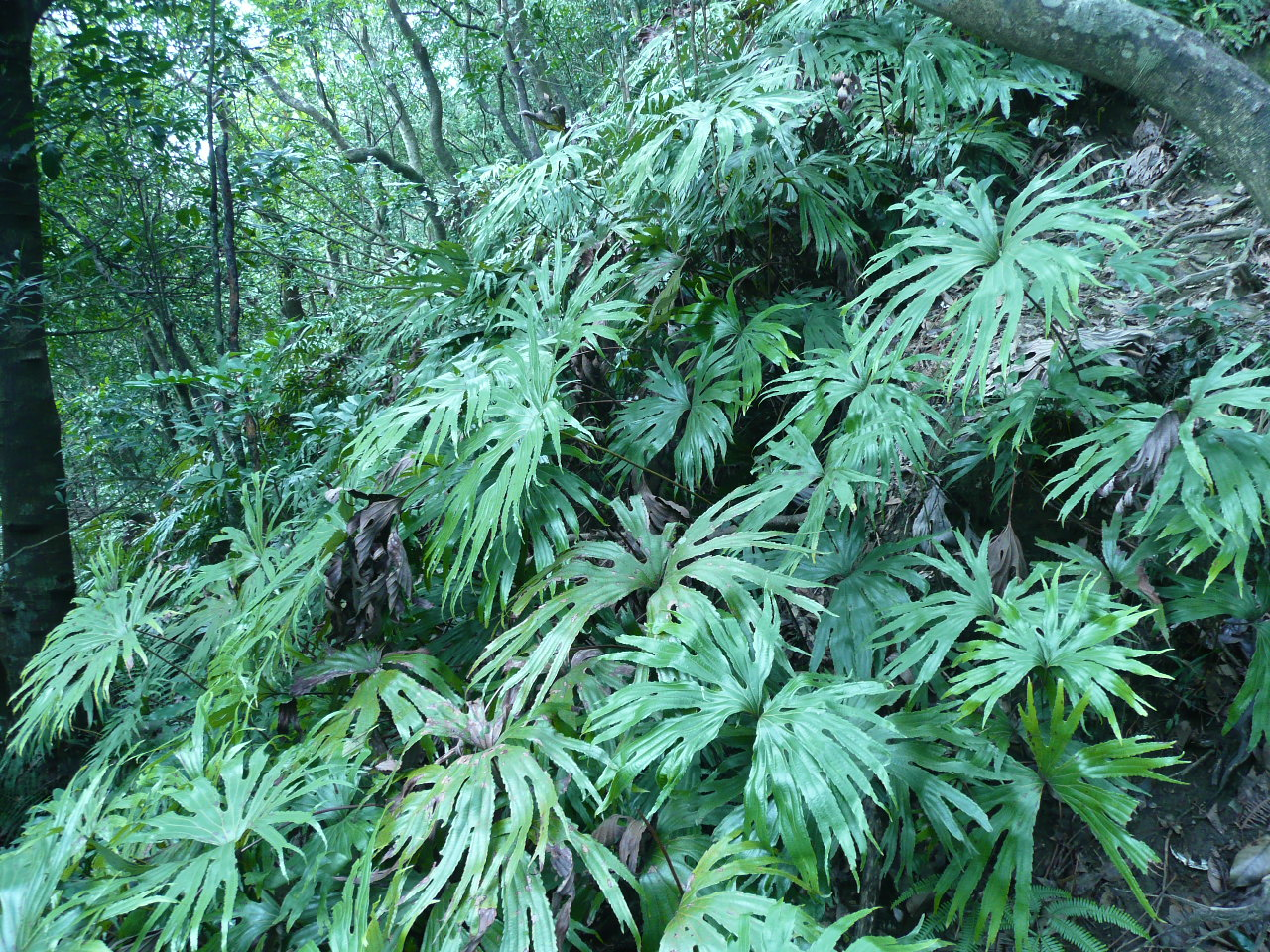